# John Hawkins (auteur)
Pour les articles homonymes, voir John Hawkins et Hawkins.
John Hawkins (29 mars 1719 – 21 mai 1789) est un écrivain britannique, ami de Samuel Johnson et de Horace Walpole. Auteur d'un important ouvrage de musicologie, il est souvent considéré, avec Charles Burney et Johann Nikolaus Forkel, comme l'un des pères de la discipline.
Il fit partie des différents clubs de Johnson, dont le Literary Club, qu'il dut quitter à la suite d'une querelle. Il resta cependant en bons termes avec Johnson, qu'il connaissait depuis les années 1740, quand tous deux vivaient dans le milieu littéraire de Grub Street et collaboraient à The Gentleman's Magazine. Il fut l'un de ses exécuteurs testamentaires.
Il épousa la riche héritière Sidney Storer et fut le père de la romancière Laetitia Hawkins. Magistrat pour le Middlesex, il fut anobli en 1772.
Sir John Hawkins écrivit de nombreux ouvrages, notamment un traité de musicologie, A General History of the Science and Practice of Music (1776), auquel il consacra seize années de travail. Sa Life of Samuel Johnson (1787) fut la première biographie de Johnson. Elle précéda de quatre ans celle de James Boswell, publiée en 1791.